# Océane
Océane (París; 6 de enero de 1973) es una ex actriz pornográfica francesa.

## Biografía
Nació como Christelle Henneman en enero de 1973. Comenzó trabajando como secretaria en una empresa de artilugios del hogar. En 1990 conoció al actor Ian Scott, con el que mantendría una relación sentimental y frecuentarían clubs liberales. Con 22 años, en 1995, debutó como actriz pornográfica, realizando sus primeras escenas en producciones de bajo presupuesto en Francia.
Como actriz trabajó para estudios europeos o estadounidenses como Blue One, Elegant Angel, Metro, Hustler Video, Private, Wicked Pictures, VCA Pictures, Harmony Concepts, Channel 69, Digital Sin, New Sensations o Fat Dog, entre otros.
En 2001 se llevó el Premio Hot d'Or que la reconocía como Mejor actriz francesa del año. También en ese curso, fue nominada en los Premios AVN en la categoría de Mejor escena de sexo en producción extranjera por Private XXX 11.
Se retiró de la industria como actriz en 2002, habiendo aparecido en algo más de 130 películas.
Algunas películas suyas fueron Ball Buster, Cost of Lust, Day Dreamer, Flesh Peddlers 10, Gangbang Girl 23, Inhabitant, Lolitas, Make Me an Offer, Nasty Nymphos 22, Paris Sex, Sex Freaks 21 o Unfaithful Wives.

## Premios y nominaciones
| Año  | Ceremonia        | Resultado | Premio                                        | Trabajo        |
| ---- | ---------------- | --------- | --------------------------------------------- | -------------- |
| 2001 | Premios Hot d'Or | Ganadora  | Mejor actriz francesa                         | —              |
| 2001 | Premios AVN      | Nominada  | Mejor escena de sexo en producción extranjera | Private XXX 11 |